# 岩永正勝
岩永 正勝（いわなが まさかつ、1940年 - ）は、日本の翻訳家。

## 略歴
長崎県生まれ。
東京大学教養学部卒業。大学卒業後、貿易商社に勤務する。1999年からイギリスP・G・ウッドハウス協会会員になる。

## 翻訳
- 『ボス - 米国炭労の腐敗と殺人』（ブリット・ヒューム、毎日新聞社） 1973　全国書誌番号:71002452、NCID BN04476824

### 共訳
- 『P・G・ウッドハウス選集1 ジーヴズの事件簿』（P・G・ウッドハウス、小山太一共編訳、文藝春秋） 2005.5　ISBN 416324090X
  - 新編『ジーヴズの事件簿 才智縦横の巻』『ジーヴズの事件簿 大胆不敵の巻』（文春文庫） 2011.5
- 『P・G・ウッドハウス選集2 エムズワース卿の受難録』（P・G・ウッドハウス、小山太一共編訳、文藝春秋） 2005.12　ISBN 4163246002。文春文庫 2012.8
- 『P・G・ウッドハウス選集3 マリナー氏の冒険譚』（P・G・ウッドハウス、小山太一共編訳、文藝春秋） 2007.7　ISBN 978-4163261805
- 『P・G・ウッドハウス選集4 ユークリッジの商売道』（P・G・ウッドハウス、小山太一共編訳、文藝春秋） 2008.12　ISBN 978-4163277400
- 『ドローンズ・クラブの英傑伝』（P.G.ウッドハウス、小山太一共編訳、文春文庫） 2011.8　ISBN 978-4167705954